# 亞歷山大·尼科諾夫
亚历山大·马特维耶维奇·尼科诺夫（羅馬化：Aleksandr Matveyevich Nikonov；1893年8月31日—1937年10月26日），苏联军事情报机构格鲁乌领导人，曾参与第一次世界大战。1937年，被指控参加法西斯阴谋被杀。